# Кубок Молдови з футболу 2001—2002
Кубок Молдови з футболу 2001–2002 — 11-й розіграш кубкового футбольного турніру в Молдові. Титул вдруге поспіль здобув Шериф.

## 1/8 фіналу
| Команда 1            | Заг. | Команда 2                        | 1-й матч | 2-й матч |
| -------------------- | ---- | -------------------------------- | -------- | -------- |
| 10/24 жовтня 2001    |      |                                  |          |          |
| Шериф                | 6:0  | Кіментул (Рибниця) (2)           | 1:0      | 5:0      |
| Хинчешти             | 5:1  | Хайдук-Інтерспорт (Хинчешти) (2) | 3:0      | 2:1      |
| Зімбру               | 10:3 | Фортуна (Єдинці) (2)             | 5:1      | 5:2      |
| Хеппі Енд (Кам'янка) | 4:2  | Уніспорт-Авто (2)                | 1:1      | 3:1      |
| Динамо (Бендери) (2) | 2:5  | Конструктурул (Чобручі)          | 2:1      | 0:4      |
| Агро (Кишинів)       | 2:0  | Дачія (2)                        | 1:0      | 1:0      |
| Конгаз (2)           | 0:11 | Тилігул                          | 0:2      | 0:9      |
| Віїшоара (3)         | 0:9  | Ністру (Атаки)                   | 0:6      | 0:3      |

## 1/4 фіналу
| Команда 1                | Заг.    | Команда 2            | 1-й матч | 2-й матч |
| ------------------------ | ------- | -------------------- | -------- | -------- |
| 22 березня/3 квітня 2002 |         |                      |          |          |
| Шериф                    | 2:0     | Хинчешти             | 1:0      | 1:0      |
| Зімбру                   | +:-     | Хеппі Енд (Кам'янка) | +:-      | +:-      |
| Конструктурул (Чобручі)  | 1:2     | Тилігул              | 1:1      | 0:1      |
| Агро (Кишинів)           | 2:2 (ч) | Ністру (Атаки)       | 2:1      | 0:1      |

## 1/2 фіналу
| Команда 1               | Заг. | Команда 2      | 1-й матч | 2-й матч |
| ----------------------- | ---- | -------------- | -------- | -------- |
| 24 квітня/8 травня 2002 |      |                |          |          |
| Шериф                   | 3:1  | Зімбру         | 2:0      | 1:1      |
| Тилігул                 | 1:10 | Ністру (Атаки) | 0:2      | 1:8      |

## Фінал
| 22 травня 2002 |

| Шериф                                       | 3:2 дч   | Ністру (Атаки)        |
| ------------------------------------------- | -------- | --------------------- |
| Тархнішвілі 34' (пен.) Браун 43' Волтер 96' | Протокол | Блайко 41' Бурсук 80' |

| Республіканський стадіон, Кишинів Глядачів: 6 000 Арбітр: Геннадій Орлик |